# 三浦香子
三浦 香子（みうら きょうこ、1979年4月22日- ）は、日本女子サッカーリーグ清水第八プレアデス所属の女子サッカー選手である。愛媛県出身。ポジションはフォワード。

## 経歴
高校時代は愛媛県立宇和島南高等学校の女子サッカー部でプレーしていた。
高校卒業後に姫路学院女子短期大学に入学してサッカー部に入部した。同級生に米津美和がいる。卒業後一度帰郷して地元クラブチームのFCオレンジでプレーしていたが、その後宝塚バニーズレディースサッカークラブに入団。フォワードのみならずミッドフィールダーとしても試合に出場した。
チームの京都府内への移転とともに自身も京都へ移住。
2013シーズンより、チャレンジリーグに復帰した清水第八プレアデスへ移籍。
日本代表への選出歴はない。国民体育大会の都道府県代表チームには、愛媛県 (2001年、2006年)・
兵庫県 (2003年)・京都府 (2008年 - )の3チームに選出歴がある。2006年時は京都および国体京都府選抜チームの双方でチームキャプテンを務めた。

## 成績
| 年   | クラブ                               | リーグ            | 背番号 | ポジション | 試合 | 得点 |
| ---- | ------------------------------------ | ----------------- | ------ | ---------- | ---- | ---- |
| 2001 | 宝塚バニーズレディースサッカークラブ | L・リーグ         | 05     | FW         | -    | -    |
| 2002 | 宝塚バニーズレディースサッカークラブ | L・リーグ         | 11     | FW         | 9    | 0    |
| 2003 | 宝塚バニーズレディースサッカークラブ | L・リーグ         | 11     | FW         | 12*  | -    |
| 2004 | 宝塚バニーズレディースサッカークラブ | L・リーグ1部 (L1) | 11     | FW         | -    | -    |
| 2005 | 宝塚バニーズレディースサッカークラブ | L・リーグ1部 (L1) | 09     | FW         | -    | -    |
| 2006 | バニーズ京都サッカークラブ(SC)       | L・リーグ2部 (L2) | 09     | FW         | -    | -    |
| 2007 | バニーズ京都サッカークラブ(SC)       | L・リーグ2部 (L2) | -      | FW         | -    | -    |
| 2008 | バニーズ京都サッカークラブ(SC)       | L・リーグ2部 (L2) | 25     | FW         | 13   | 2    |
| 2009 | バニーズ京都サッカークラブ(SC)       | L・リーグ2部 (L2) | 30     | FW         | -    | -    |
| 2010 | バニーズ京都サッカークラブ(SC)       | チャレンジWEST    | 30     | FW         |      | 6    |

- L・リーグ1部リーグ参入決定プレーオフ1試合への出場を含む

## 表彰
- 日本女子サッカーリーグ 公式戦100試合出場達成 (2007年7月29日、対ASエルフェン狭山FC戦にて)